# François About
François About est un directeur de la photographie, réalisateur et photographe français, né le 1er septembre 1939 à Nancy.

## Biographie
Après des études de science à Marseille, il étudie le cinéma à Paris à l'École Louis Lumière, dont il sort diplômé en 1966, promotion comprenant notamment Philippe Rousselot, Eduardo Serra, Philippe Cousteau et Jean-François Robin.
Il débute comme assistant de Pierre Lhomme.
Il est l'arrière-petit-neveu de l'écrivain, journaliste et critique Edmond About.

## Filmographie

### Comme assistant opérateur
- 1966 : Le Roi de cœur de Philippe de Broca
- 1967 : Marie et le Curé de Diourka Medveczky (court métrage)
- 1967 : Anatomie d'un mouvement de François Moreuil (court métrage)
- 1969 : À quelques jours près de Yves Ciampi
- 1969 : Jeanne et la moto de Diourka Medveczky (court métrage)
- 1969 : D'Artagnan de Claude Barma (série TV)
- 1969 : L'Armoire de Jean-Pierre Moulin
- 1969 : Festival panafricain d'Alger 1969 de William Klein
- 1970 : Dossier prostitution de Jean-Claude Roy
- 1971 : Les Petites Filles modèles de Jean-Claude Roy
- 1971 : Le Mans de Lee H. Katzin
- 1971 : Les Coups pour rien de Pierre Lambert
- 1971 : La Maison des bois de Maurice Pialat (série TV)
- 1971 : Papa les p'tits bateaux de Nelly Kaplan
- 1972 : La Cravache de Pierre Kalfon
- 1972 : La Cicatrice intérieure de Philippe Garrel
- 1972 : Les Déracinés d'André Teisseire
- 1972 : L'Attentat d'Yves Boisset
- 1972 : Les Désaxées de Michel Lemoine
- 1973 : L'Insolent de Jean-Claude Roy
- 1973 : Les Hommes de Daniel Vigne
- 1973 : Na ! de Jacques Martin
- 1974 : Vous intéressez-vous à la chose ? de Jacques Baratier
- 1974 : T'es fou Marcel... de Jean Rochefort (court métrage)
- 1974 : Les Jours gris d'Iradj Azimi
- 1975 : Les Autres d'Hugo Santiago
- 1976 : Les Lolos de Lola de Bernard Dubois
- 1976 : Silence... on tourne ! de Roger Coggio
- 1979 : Roberte de Pierre Zucca
- 2004 : Grande École de Robert Salis

### Comme directeur de la photographie
- 1969 : La Montre de Peter Kassovitz (court métrage)
- 1970 : Coup de feu de Didier Baussy (court métrage)
- 1974 : Mon pays le voici : Amalia Rodrigues présente le Portugal de Nicolas Ribowski (TV)
- 1975 : Petites métamorphoses de Takis Candilis (court métrage)
- 1975 : Jean Marais, artisan du rêve de Gérard Devillers (court métrage)
- 1976 : Johan de Philippe Vallois
- 1976 : L'Eden-Palace de Frédéric Compain
- 1976 : Strictly Forbidden de Jack Deveau
- 1976 : Pourquoi ? d'Anouk Bernard
- 1976 : Poing de force de Jean-Étienne Siry (court métrage)
- 1977 : Le Musée des hommes d'Alain Nauroy
- 1977 : Mâles Hard Corps de Norbert Terry et Jean-Étienne Siry
- 1977 : Jeune Proie pour mauvais garçons de Norbert Terry
- 1977 : Homologues ou La Soif du mâle de Jacques Scandelari
- 1977 : D'hommes à hommes de Gréco de Beau-Paris
- 1977 : Lamento de Philippe Vallois
- 1977 : La Bible de Marcel Carné
- 1977 : Déculottez-vous, les starlettes  de Michel Ricaud
- 1978 : Voyage au jardin des morts de Philippe Garrel
- 1978 : Fella de Francis Leroi
- 1978 : Lèche-moi partout de Francis Leroi
- 1978 : Et... Dieu créa les hommes de Jean-Étienne Siry
- 1978 : Je suis à prendre de Francis Leroi
- 1978 : New York City Inferno de Jacques Scandelari
- 1978 : Un couple moderne de Jacques Scandelari
- 1978 : Village People : Y.M.C.A. de Village People (clip)
- 1978 : Brigade mondaine de Jacques Scandelari
- 1978 : Baisez-moi de Pierre B. Reinhard
- 1978 : Encyclopédie audiovisuelle du cinéma de Claude-Jean Philippe (TV)
- 1978 : Les Petites Filles de Francis Leroi
- 1978 : Après-midi discrète d'une jeune Parisienne de Norbert Terry
- 1978 : Flashing Lights de Jacques Scandelari
- 1979 : Orgasmes de Pierre B. Reinhard
- 1979 : Alice chez les satyres de Francis Leroi
- 1979 : Le Beau Mec de Wallace Potts
- 1979 : Perversions secrètes de Francis Leroi
- 1979 : Les Phallophiles de Norbert Terry
- 1979 : Rien que par derrière de Norbert Terry
- 1979 : Nuits très chaudes aux Caraïbes de Francis Leroi
- 1979 : Déculottez-vous mesdemoiselles de Francis Leroi
- 1979 : Désirs sous les tropiques de Francis Leroi
- 1979 : Nous étions un seul homme de Philippe Vallois
- 1980 : Éric à New York de François About (sous le nom de Nano Cecchini)
- 1980 : Équation à un inconnu de Francis Savel
- 1980 : Histoires de cul de Michel Ricaud
- 1980 : Dodo, petites filles au bordel de Francis Leroi
- 1980 : Violée mais consentante de Michel Ricaud
- 1980 : Brigade mondaine : Vaudou aux Caraïbes de Philippe Monnier
- 1980 : La Pension des fesses nues de Francis Leroi
- 1980 : Un escargot dans la tête de Jean-Étienne Siry
- 1980 : Les Petites Écolières de Claude Mulot
- 1980 : Pensieri Morbosi de Jacques Orth
- 1981 : Un Arabe à New York de François About (sous le nom de Nano Cecchini)
- 1981 : La Femme-objet de Claude Mulot
- 1981 : Paris non stop de Emmanuel Pairault
- 1981 : Week-end à Deauville d'Anne-Marie Tensi
- 1981 : Fiole d'amour de Benoît Archenoul
- 1981 : David relax de Benoît Archenoul
- 1981 : Aimer et vivre libre de Benoît Archenoul
- 1981 : L'Amour aux sports d'hiver de Michel Lemoine
- 1981 : Le Port du sexe de Michel Ricaud
- 1981 : La Tasse de Benoît Archenoul (moyen métrage)
- 1981 : En passant par Barbès de Benoît Archenoul (moyen métrage)
- 1981 : Jean Genet : Entretien avec Antoine Bourseiller d'Antoine Bourseiller
- 1982 : Jean Genet : Entretien avec Bertrand Poirot-Delpech de Bertrand Poirot-Delpech
- 1982 : Sortie de boîte de Benoît Archenoul (moyen métrage)
- 1982 : Promenons-nous dans les bois de Benoît Archenoul (moyen métrage)
- 1982 : Passions déchaînées de Claude Pierson
- 1982 : Drôle de show de Piotr Stanislas
- 1982 : À la recherche de Douglas de François About (sous le nom de Nano Cecchini)
- 1982 : Jeunes filles à vendre de Gérard Grégory
- 1982 : Tel est pris qui croyait prendre de Benoît Archenoul
- 1982 : Ma mère me prostitue de Francis Leroi
- 1982 : Allô SOS-69 deux fois de Benoît Archenoul
- 1982 : Le Macho des Halles de Benoît Archenoul
- 1982 : Une histoire de trains de Richard Martin-Jordan (court métrage)
- 1982 : Les Clientes de Gérard Kikoïne
- 1983 : Le Sang des tropiques de Christian Bricout
- 1983 : Haltéroflic de Philippe Vallois
- 1983 : Imperial Silks : A Lyon Tradition de Jacques Scandelari (court métrage)
- 1983 : Eartha Kitt : I Love Men de Jacques Scandelari (clip)
- 1984 : Point mort d'Ody Roos
- 1985 : Marilyn, mon amour de  Michel Lemoine
- 1985 : Jouissances à domicile de Michel Lemoine
- 1986 : Les Interdits du monde de Chantal Lasbats
- 1986 : Bas noirs et cuirs vernis de Francis Leroi (sous le nom de Frank Tom)
- 1986 : Bourgeoises mais... perverses ! de Gérard Grégory
- 1986 : Appartement 62 de Manuel Poirier (court métrage)
- 1988 : Corps z'a corps d'André Halimi
- 1988 : L'Énigme des sables de Philippe Vallois (TV)
- 1988 : Les Documents interdits de Jean-Teddy Filippe (série TV)
- 1989 : Les Compagnons de l'aventure (série TV)
- 1990 : Sex et perestroïka de Francis Leroi et François Jouffa
- 1990 : Virginia de François About
- 1990 : Nijinski, la marionnette de Dieu de Philippe Vallois
- 1992 : L'Envers du décor : Portrait de Pierre Guffroy de Robert Salis
- 1993 : Emmanuelle au 7e ciel de Francis Leroi
- 1993 : À la recherche du paradis perdu de Robert Salis
- 1993 : Seconde B (série TV)
- 1997 : Roswell, la preuve de Jean-Teddy Filippe (TV)
- 1998 : La Revanche de Lucy de Janusz Mrozowski
- 1998 : Mickey la torche d'Insaf Maadad (moyen métrage)
- 1999 : Acteurs porno en analyse de José Bénazéraf (sous le nom de François de Beauregard) (vidéo)
- 2002 : Claudine de Martin Cognito (vidéo)
- 2003 : Axelle de Martin Cognito (vidéo)
- 2003 : Virginie de Martin Cognito (vidéo)
- 2006 : Exes de Martin Cognito

### Comme réalisateur
- 1980 : Éric à New York (sous le nom de Nano Cecchini)
- 1981 : Un Arabe à New York (sous le nom de Nano Cecchini)
- 1982 : À la recherche de Douglas (sous le nom de Nano Cecchini)
- 1990 : Virginia
- 1996 : La Fièvre de Laure (vidéo) (sous le nom de Serge de Beaurivage)
- 2000 : Fantasmes en été (vidéo) (sous le nom de Serge de Beaurivage) avec Marc Dorcel, Alain Payet et Mike Foster
- 2000 : Entre femmes (vidéo) (sous le nom de Serge de Beaurivage) avec Marc Dorcel et Michel Ricaud
- 2001 : Pulsions sauvages (vidéo) (sous le nom de Serge de Beaurivage)
- 2001 : Désir fatal (vidéo) (sous le nom de Serge de Beaurivage)

### François About filmé
- 2013 : L'Enfance du hard de Jérôme About et Sébastien Bardos (TV)
- 2014 : Mondo Homo: A Study of French Gay Porn in the '70s de Hervé Joseph Lebrun
- 2020 : About François de Hervé Joseph Lebrun